# Laufach
Laufach est une commune allemande de Bavière, située dans l'arrondissement d'Aschaffenbourg et le district de Basse-Franconie.

## Démographie

Situation de Laufach (en rouge) dans l'arrondissement d'Aschaffenbourg

Laufach est située dans le massif du Spessart, au cœur du Vorspessart, à 10 -km à l'est d'Aschaffenbourg. La commune est composée des trois village suivants (population en 2009) :
- Laufach (3 151)
- Hain im Spessart (1 199)
- Frohnhofen (890)

Communes limitrophes (en commençant par le nord et dans le sens des aiguilles d'une montre) : Heigenbrücken, Bessenbach et Sailauf.

## Histoire
La première mention écrite du village de Laufach date de 1084 sous le nom de Laufahe, nom tiré de la rivière qui court dans la vallée occupée par le village. Laufach a fait partie des domaines de l'Électorat de Mayence et a rejoint le royaume de Bavière en 1814.
Le 13 juillet 1866, lors de la Guerre austro-prussienne, le village de Frohnhofen fut le théâtre de combats entre les Prussiens et les Alliés allemands et autrichiens.
La commune de Hain im Spessart a été incorporée à celle de Laufach en 1978.

## Démographie
Village de Laufach seul :
| 1814  | 1910  | 1933  | 1939  | 1950  | 1967  |
| ----- | ----- | ----- | ----- | ----- | ----- |
| 1 451 | 1 611 | 1 792 | 1 837 | 2 552 | 3 000 |

Commune de Laufach dans ses limites actuelles :
| 1840  | 1871  | 1900  | 1910  | 1925  | 1933  | 1939  | 1950  | 1961  |
| ----- | ----- | ----- | ----- | ----- | ----- | ----- | ----- | ----- |
| 1 672 | 1 502 | 1 892 | 2 087 | 2 190 | 2 320 | 2 365 | 3 279 | 3 530 |

| 1970  | 1987  | 2000  | 2003  | 2009  | - | - | - | - |
| ----- | ----- | ----- | ----- | ----- | - | - | - | - |
| 3 953 | 4 716 | 5 236 | 5 294 | 5 286 | - | - | - | - |

## Jumelage
Laufachest jumelée depuis 1974 avec :
- Sainte-Eulalie (France), dans le département de la Gironde en Nouvelle-Aquitaine.